# Gieorgij Morozow (wojskowy)
Girogij Andrianowicz Morozow (ros. Георгий Андрианович Морозов, ur. 24 kwietnia 1923 we wsi Upriamowo w rejonie juchnowskim w obwodzie kałuskim, zm. 29 kwietnia 1971 w Elektrostali) – radziecki wojskowy, starszyna, Bohater Związku Radzieckiego (1944).

## Życiorys
Urodził się w rodzinie chłopskiej. Skończył 7 klas, pracował w zakładach maszynowych w Elektrostali, w czerwcu 1941 został powołany do Armii Czerwonej. Walczył na Froncie Północno-Zachodnim i Centralnym, brał udział w walkach pod Diemianskiem i Starą Russą, w bitwie kurskiej i walkach o lewobrzeżną Ukrainę. Od 1942 należał do WKP(b). Jako zwiadowca plutonu pieszego zwiadu 2 gwardyjskiego pułku powietrznodesantowego 3 Gwardyjskiej Dywizji Powietrznodesantowej 60 Armii Frontu Woroneskiego na początku października 1943 brał udział w bitwie o Dniepr, w tym w walkach o rozszerzenie przyczółka w rejonie wsi Stracholesie w rejonie iwankowskim w obwodzie kijowskim 2 października 1943. Według oficjalnych danych radzieckich po powrocie z zadania bojowego miał osobiście zabić 30 żołnierzy i oficerów wroga. W nocy na 8 października 1943 w walce o wieś Miedwin w rejonie iwankowskim zdobył karabin maszynowy wroga i podobno zabił z niego 20 hitlerowców; został wówczas ciężko ranny. Decyzją Prezydium Rady Najwyższej ZSRR z 10 stycznia 1944 otrzymał tytuł Bohatera Związku Radzieckiego i Order Lenina Później brał udział w dalszych walkach w składzie wojsk 1, 2 i 3 Frontu Ukraińskiego na terytorium prawobrzeżnej Ukrainy, Rumunii, Węgier i Austrii. W 1945 został zdemobilizowany w stopniu starszyny, wrócił do Elektrostali, gdzie ponownie pracował w zakładach maszynowych jako majster.